# دان پیج
دان پیج (به انگلیسی: Don N. Page) یک فیزیکدان تئوریسین اهل کاناداست که در دانشگاه آلبرتا در همین کشور صاحب کرسی استادی است.
محدوده کاری وی در حوزه کیهان‌شناسی کوانتومی است و در دوره دکترا دانشجوی فیزیکدان معروف استیون هاوکینگ بوده که چند مقاله را نیز مشرکاً منتشر کرده‌اند.
او پیرو مسیحیت انجیلی است و از اینرو با استاد پیشینش در پاره‌ای از مسائل داری اختلاف نظر است و در مصاحبه‌ای گفته است: «به عنوان یک فرد مسیحی، من شخصاً باور دارم که کائنات و قوانین آن توسط خدایی قادر کُل، دانای کُل و بخشاینده آفریده شده است. هاوکینگ البته در این مورد نظر دیگری دارد، اما من معتقد نیستم که این پرسش را می‌توان صرفاً به کمک قوانین علمی پاسخ داد.»